# Martí (chanteur occitan)
Ne pas confondre avec Claude Marti, chef d'entreprise
Pour les articles homonymes, voir Martí.
Claude Marti-Salazar, Martí à la scène, né le 6 mars 1940 à Carcassonne, est un chanteur, poète, romancier et essayiste de langue occitane, qui a aussi été instituteur,,. Il est une des figures de la Nòva cançon,.

## Biographie
Occitan aux racines catalanes et aragonaises, Martí porte en lui la mémoire de ces pays du Sud qui ont les Pyrénées pour horizon. Il a été l'un des premiers chanteurs engagés en occitan. Sa popularité, née avec les évènements de mai 68 et tout le mouvement de retour à la terre comme Gardarem lo Larzac ou l'Institut d'études occitanes, reste très vivace car il est, pour beaucoup de militants occitanistes actuels, celui qui éveilla leur conscience d'identité.
C'est d'ailleurs lors d'un Festival Off d’Avignon, qu'un autre chanteur, Mauris Sgaravizzi, fait sa rencontre et a le déclic pour la langue occitane.
Débutant seul avec sa guitare sur scène, il est accompagné depuis le début des années 1980 par Gérard Pansanel à la guitare, Pierre Peyras à la contrebasse, Patrice Héral aux percussions, et des invités comme Michel Marre à la trompette et Lionel Suarez à l'accordéon.
En 2019, une exposition nommée La Paraula, un biais d’èsser al Mond est montée par l'Université de Toulouse avec des œuvres illustrées qui mettent en scène les paroles du chanteur.
Il vit à Couffoulens dans le massif des Corbières, où il fut instituteur de 1971 à 1998,,.

## Discographie
- Claude Marti, en récital au château comtal de Carcassonne en 2009.1969 : Occitania ! (Ventadorn)

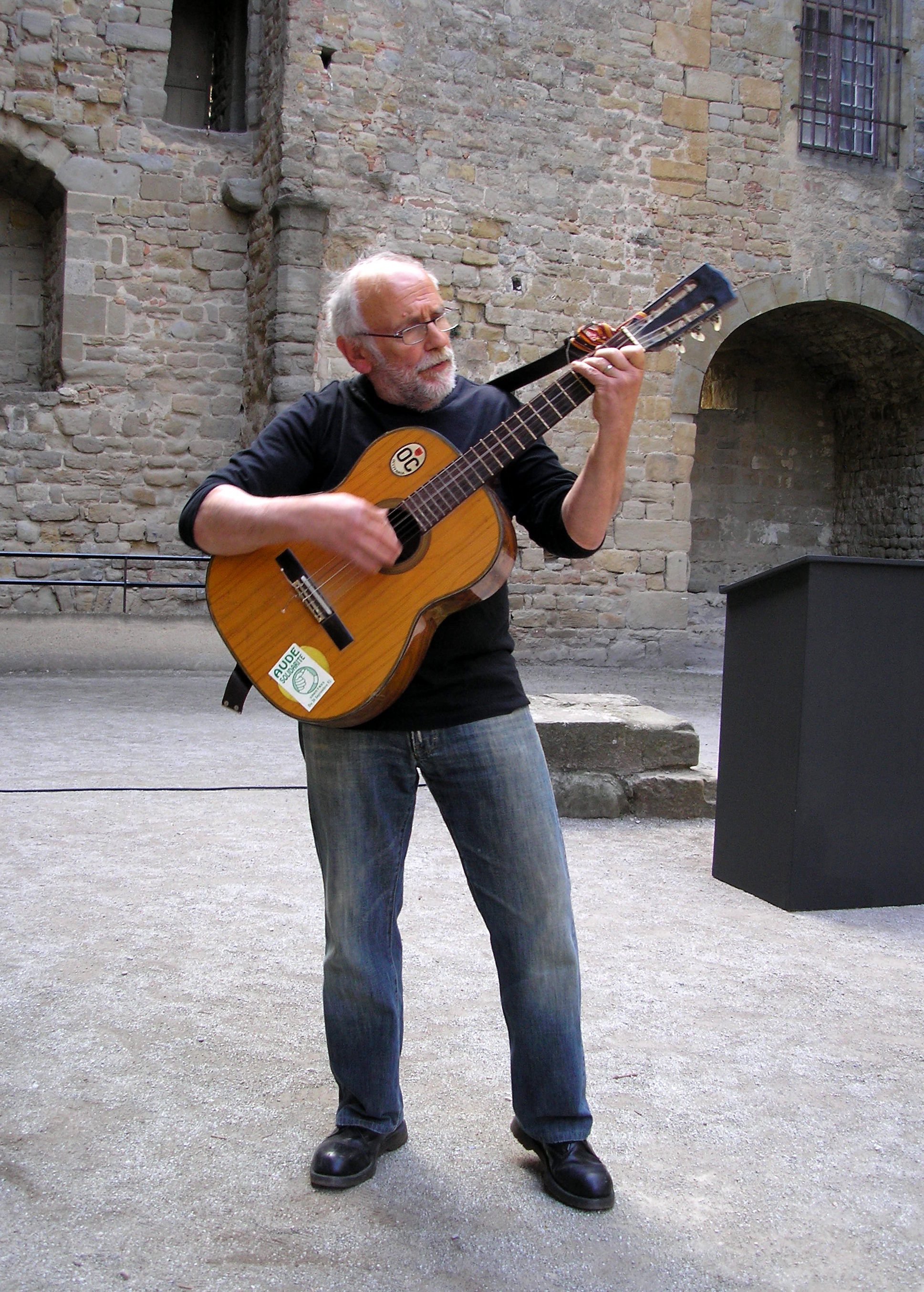
Claude Marti, en récital au château comtal de Carcassonne en 2009.

- 1971 : Lengadòc roge, 45T (Ventadorn)
- 1972 : Martí (Ventadorn)
- 1972 : Montsegur ! (Ventadorn)
- 1973 : Lo païs que vòl viure (Le Chant du Monde)
- 1974 : L'òme esper (Ventadorn)
- 1975 : L'an 01 (Revolum)
- 1976 : L'agonie du Languedoc, Collection Reflexe: Stationen Europaischer Musik, Studio Der Frühen Musik (EMI)
- 1976 : Lo camin del solelh (Ventadorn)
- 1980 : Monta-vida (Ventadorn)
- 1992 : Et pourtant elle tourne… (Revolum)
- 2002 : El jinete (Nord Sud Music)
- 2006 : Çò Milhor de Martí (Nord Sud Music)
- 2008 : Tolosa (Al Sur)
- 2010 : Brassens en Oc (Al Sur)
- 2023 : Retorn (Musique en plus)

## Musiques de films
- Ces Grappes de ma vigne, Alain Quercy, téléfilm A2, 21 novembre 1975
- Un été albigeois, Jacques Trébouta, téléfilm FR3, 19 novembre 1977
- Conte d'automne, Éric Rohmer, 1998[12]

## Livres
- Claude Marti et Patrice Cartier lors d'une séance de dédicaces à Carcassonne en 2015.Homme d'Oc, 1974, Stock

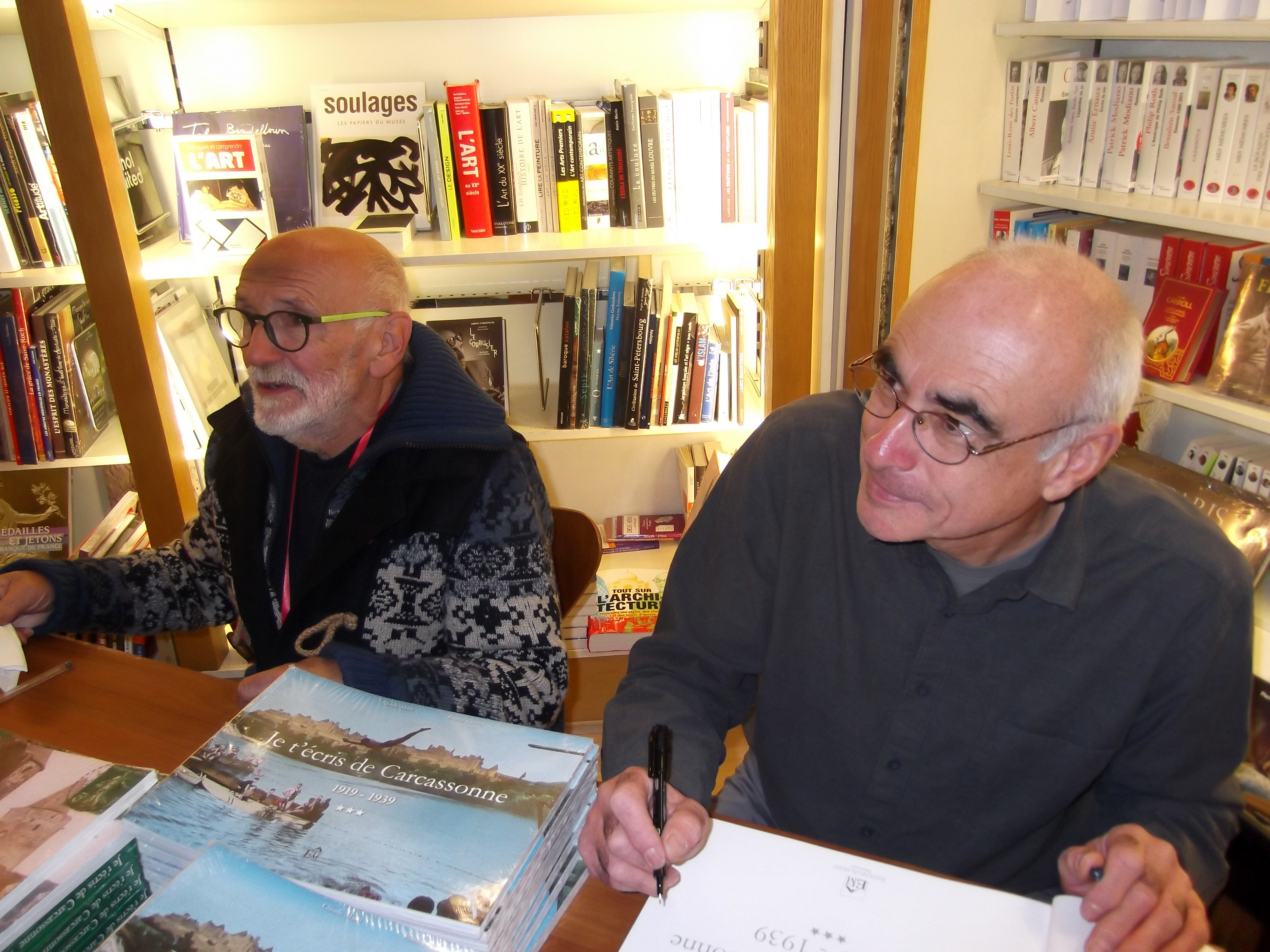
Claude Marti et Patrice Cartier lors d'une séance de dédicaces à Carcassonne en 2015.

- Claude Marti, poésies et chansons, par Roland Pécout, 1974, Seghers
- Caminarem[13], Robert Laffont1 978. Ecrit avec le romancier Jean-Pierre Chabrol, c'est l'histoire de la révolte des viticulteurs audois pendant l'été 1975  (ISBN 9782221000021).
- Les Petites Espagnes[13], 1984, Grasset
- Ombres et Lumière, 1998, Loubatières
- Carcassonne, avec Jean Camberoque, 1998, Loubatières
- Corbières au cœur, photographies de Raymond Roig, 1998, Loubatières
- Trencavel (illustrations de Jean-Claude Pertuzé), 1999, Loubatières
- Carcassonne au cœur, 1999, Loubatières
- Minervois au cœur, photographies de Patrice Cartier, 2002, Loubatières
- L'Olivier ou La résurrection de l'éternel, illustrations de Pierre François, 2003, Loubatières
- Terres Cathares (chemin faisant), illustrations de Paul Moscovino, 2007, Études & Communication Éditions
- La Cité de Carcassonne, fac-similé de l'ouvrage d'Albert Robida de 1893, 2012, Éditions du Mont,  (ISBN 978-2-915652-49-9)[14]
- Je t'écris de Carcassonne (1905-1914), en collaboration avec Patrice Cartier, 2011, Éditions du Mont,  (ISBN 978-2-915652-44-4)[15].
- Je t'écris de Carcassonne (1919-1939), en collaboration avec Patrice Cartier, 2015, Éditions du Mont,  (ISBN 978-2-915652-53-6).

## Distinctions
- 1973: Grand prix de l'Académie Charles Cros pour « Lo païs que vòl viure ».
- 2023: Coup de cœur de l'Académie Charles Cros pour « Retorn »[16].
- 2011: Médaille d'honneur de la ville de Carcassonne[17].